# 両耳聴効果
両耳聴効果（りょうじちょうこうか、英語: binaural hearing effect）は、両耳で音を聞くこと（両耳聴）で生じる聴覚現象である。両耳効果とも。片耳だけ聞く場合（単耳聴）とは異なる聴覚上の効果をもたらし、方向知覚、距離知覚、音像定位、マスキング効果、両耳加算、カクテルパーティ効果、先行音効果、などがあげられる。

## 概要
基本的に動物は2つの耳を持っている。両耳と聴覚に関する研究が始まったのはハーヴェイ・フレッチャーやスタンリー・スミス・スティーブンスらによる20世紀初頭からである。
両耳で音を聞くことによって得られる効果は、音の方向を知覚することに代表され、音源の方向や位置を特定することを音源定位と呼ぶ。
方向知覚は左右の耳に到達する音の強弱差（両耳間強度差）、到達する時間差（両耳間時間差）によってもたらされる。さらに、音に含まれる周波数成分にも関係しており、音が到達する時間差よりも位相の差（両耳間位相差）で考える場合もある。単純には、正面の音源から到達する音は左右の耳に同じ音圧、同じ時間で到達するが、正面から左右どちらかの方向にずれた音源からの音は異なる音圧と異なる時間（位相）で左右の耳に到達するので音源の方向を知覚することができる。なお、実際の音源の方向や位置と、認識する心理的（主観的）な音源の方向や位置は必ずしも一致せず、後者は音像と呼ばれる。
音源の方向だけでなく、音色、認知およびノイズに対する選択機能が加味されることで以下の効果が得られる。
- 方向知覚 - 音源の方向を知覚する
- 距離知覚 - 音源の距離を知覚する
- 音像定位 - （音源ではなく）音の心理的知覚による位置の把握
- 両耳加算 - 両耳で聞くことでより大きな音として認識できる
- 両耳マスキング効果 - 信号音に対しノイズとなる音が加わるとき、片耳側の信号音を下げると認識しやすくなる[注釈 1]
- カクテルパーティ効果 - 複数の音の中で特定の音を選択して聞く
- 先行音効果 - 最も早く到達した音を音の方向と認識する

## 方向知覚

図1 両耳聴による方向知覚の概念図

図1のように一つの音源から左右の耳（鼓膜）に到達する音を考える。音源S0正面にあるときは左右の耳には同時に音が到達し、その強さは同じである。音源だけが右側に移動したSφの場合、音源から右耳までの距離は近く、左耳までの距離は遠くなる。その結果、右耳には左耳よりも音圧が大きく、時間が早く音が届くので大脳は音源が右側にあると認識する。ただし、音の周波数によって強度差、時間差による方向認識は差があり、低い周波数では時間差が主であり、高い周波数では音圧差が主であるといわれている（レイリーの二重理論）。音が純音の場合では方向が定位しにくく、そうでない場合（多くの周波数成分が含まれる場合）では定位しやすい傾向にある。
また、音の強度が右側寄り、時間差が左側寄りという組み合わせの場合、混合された認識となってそれぞれ単独の場合より中央寄りに定位することが知られており、これを時間と強度の交換作用という。

図2 両耳聴による方向知覚（低周波音(a-1)(a-2)と高周波音(b-1)(b-2)）

図2は音が低い周波数の場合(a-1)(a-2)と高い周波数の場合(b-1)(b-2)を示す。音の1波長をλ、左右の耳に到達する音の時間差をΔtとする。図2の(a-1)(b-1)は正面から音が到達している場合で、左右の耳に音は同時に到達するのでΔt=0である。図2 の(a-2)(b-2)は右前方から音が到達している場合であり、右耳に対して左耳に到達するまでΔtの遅延があり、さらに音源からの距離は左耳が遠いので音圧が右耳よりも小さくなる。
このとき、Δtに着目すると、音の1/4波長相当の遅延時間までであれば音の方向を判定することができるとされる。波長は周波数に依存するので、同じ遅延時間であっても波長に対する位相差は異なり、位相差が{\displaystyle \pm {\tfrac {\pi }{2}}}よりも大きくなると方向判定が不明確になる。図の(a-1)ではΔtが半波長未満に相当するので位相差による方向知覚が可能である。図の(b-2)では時間差Δtは音の1波長であるλ相当になっており左右の位相差が無い状態に相当であるため、位相差による方向判定がしにくい状態になっている。このように波長の短い高周波数の音は位相差による方向判定はしにくくなり音圧の大小による認識が主となる。
なお、両耳間の時間差は音源の方向により、正面で0 ms、真横で約0.65 msの間で変化する。この時間は周波数の変化には依存しないが、周波数に対する位相差が変化することを示しており、低周波数域では方向判定に有利に働く。おおよそ1500 Hz以下では位相差、2000 Hz以上では強度の差が方向知覚の主な判定要素となる。
下表は音の周波数と波長および位相差の例である。両耳間の時間差Δtは同じでも周波数によって位相差が異なることを示しており、両耳間の時間差だけではなく位相差も関連していることが分かる。
| 周波数 (Hz) | 周期 (ms) | 波長 λ (m) | Δt=0.3 ms時の位相差      |
| ----------- | --------- | ---------- | ------------------------ |
| 100         | 10        | 3.4        | 0.06{\displaystyle \pi } |
| 300         | 3.33      | 1.133      | 0.18{\displaystyle \pi } |
| 1 k         | 1         | 0.34       | 0.6{\displaystyle \pi }  |
| 3 k         | 0.333     | 0.1133     | 1.8{\displaystyle \pi }  |
| 10 k        | 0.1       | 0.34       | 6{\displaystyle \pi }    |

また、頭部による音の回折現象（低周波数域では音波が回折しやすいため頭部の影にも音が届きやすく、高周波域では回折しにくいため音が届きにくくなる）、耳介（耳たぶ）や顔面による回折も影響し総合的に知覚される。同様に、3次元的な方向知覚もこれらの音圧差、時間差、位相差および回折現象が総合的に処理されて知覚される。

## 距離知覚
音源の距離の認識（音像の距離）は音圧レベルに依存する。ただし、その音があらかじめどのような音圧と距離が関係しているかを経験的に学習している必要がある。また、ささやきや叫び声など、音の種類もその学習に影響している。
他の条件としては、
- 直接音に対する反射音の比 - 音源が遠ければ反射音の比が高くなる
- 音の高周波成分の低周波成分に対する相対的低下 - 音源が遠ければ高周波成分の減衰度合いが大きい
- 視覚によって音源であると認識してしまう - 腹話術人形の口を声の発生源として認識する腹話術効果

などがあげられる。

## 音像定位
音像とは脳が認識した音源の位置であり、方向知覚と距離知覚によってもたらされる。ただし、音源そのものの位置とは必ずしも一致しない。音源定位は聴覚から得られる情報をもとに物理的な音源の位置を特定することであるが、音像定位は認識した結果であり物理的位置とは一致しない。例えば、正面に1つのスピーカーから音が出ている状態と、正面から左右に等距離離れた2つのスピーカーから同時に同じ音が出ている状態（ステレオにおけるモノラル再生）は区別できない。後者も正面に1つの音源があるという認識になる。
同時にまた、音の認識により音源の空間的な位置関係を把握するともいえ、ステレオ装置による聴取はその典型である。

## 両耳加算

図3 両耳加算の概念図

左右両方の耳で音を聞くと片耳のみで聞いた場合よりも大きく聞こえることを両耳加算という。
図3 において、(a)は両耳聴の場合であり、音源 S からの音は両耳を経由して脳に伝えられる。これに対し(b)(c)は単耳聴の場合であり、片側の耳からの情報のみが脳に伝わる。両耳からの聴取刺激が同時に得られることから単耳に比べて大きな音に感じられるのであり、その差は3 - 6 dBと言われている。逆に、両耳聴の場合は単耳聴と比べ、より小さな音でも聴取可能であることを示す。

## 両耳マスキング

図4 両耳聴のマスキング効果

両耳マスキングとは、両耳に信号音と妨害音（ノイズ）を加えた場合に生じる信号音の聞き取りやすさをいう。このとき、両耳に加える信号音と妨害音のレベル差や位相差によって聞き取りやすさが変化することを両耳マスキングレベル差と呼ぶ。
例えば、妨害音の中で信号音を聞き取る場合を考える。
図4 は、両耳に与える信号音と妨害音の組合せにおいて、信号音が聞き取れるかどうかを示した図である。両耳に同時に同位相で信号音と妨害音が到達している場合(a)、および、片耳のみに信号音と妨害音が到達している場合(b)は、妨害音に埋もれて信号音が聞き取りにくくなる。
ところが、両耳に妨害音が到達しているものの片耳だけに信号音が達する場合(c)や、左右で信号音の位相が異なる（φだけ位相がずれる）場合(d)には信号音が聞き取りやすくなる。これは、一方の信号音が小さくなることで音像が片側にずれることや、信号音の位相ずれによって音像が拡がることにより、信号音が聞き取りやすくなっていると考えられている。

## カクテルパーティ効果

図5 カクテルパーティ効果の概念図

カクテルパーティや雑踏のように多数の話者が存在している中で、特定話者の声を選択して聞き取ること（選択的聴取、音源分離）ができることをカクテルパーティ効果という。認知行動において、多くの情報が入力されたときに特定の刺激に注目する選択的注意の一つである。例えば、騒音の中で自分の関心のある話を聞き取ることが容易であることはよく経験する。
カクテルパーティ効果が発生する要因として、音源の方向や距離（音像）、音の大きさや音色、言語的知識、認知機能、視覚の影響があることが知られている。ただし、両耳聴ではなく単耳聴でも起こることが分かっている。
図5において、このような条件が成立しているとき（話者Scが聴取者Lに関する話をしているなど）、周囲の会話の中にいる聴取者Lは、最も近接している話者S1、S2、S3の話し声よりも最も遠い話者Scの話し声を聞き取ることが可能なのである。

## 先行音効果

図.6 先行音効果の概念図

一つの音が複数の方向から到達するとき、最も早く音が到達した音の方向が音源の方向であると認識する現象で、ハース効果、第一波面の法則とも呼ばれる。この効果は音の到達時間差が1 - 50 ms程度の時に生じる。
この効果を利用して、避難方向を誘導するようなスピーカー配置と誘導音を発生する仕組みがある。同様に映画館の音響装置などではサラウンドシステムの一つとして応用されている。
図.6 は先行音効果を利用した避難誘導の模擬図である。左側に避難出口がある場合、誘導音を出口に近いスピーカーSP1から発し、上記に示したようなわずかな時間差（t1-t0に相当する時間）をとった後に出口から遠いスピーカーSP2から同じ誘導音を発する。先行音効果により避難者は音の方向が出口の方向であることを認識することができ、避難誘導することが可能となる。